# Pumped Up Kicks
«Pumped Up Kicks» (МФА: [pʌmpt ʌp kɪks][pʌmpt ʌp kɪks]; з англ. Дуті кросівки) — пісня американської гурту Foster the People, що виконує інді-поп. Вона була видана на першому синглі колективу у вересні 2010 року і пізніше включена в міні-альбом Foster the People і дебютну студійну роботу Torches. Композиція принесла успіх гурту і стала одним з найпопулярніших хітів 2011 року. Пісню склав і записав у 2009 році Марк Фостер, фронтмен Foster the People, що творив у той час рекламні джингли. Оптимістична мелодія «Pumped Up Kicks» контрастує з текстом, що описує думки підлітка, який збирається вчинити масове вбивство. 
Увага, яку привернув трек після викладення в Інтернет для вільного скачування в 2010 році, допомогла Foster the People підписати контракт з лейблом Startime International (імпринт Columbia Records) на випуск декількох альбомів ще до того, як сингл надійшов у продаж. В наступному році пісня несподівано отримала широку популярність і зазвучала на радіостанціях різного формату, включаючи CHR та модерн-рок. «Pumped Up Kicks» очолила хіт-парад Dance Songs і провела вісім тижнів поспіль на третьому місці Billboard Hot 100. Пісня отримала високі оцінки критиків і була номінована на «Греммі» в категорії «Краще виконання поп-композиції дуетом або групою», а також використовувалася в медіа. 

## Запис і випуск

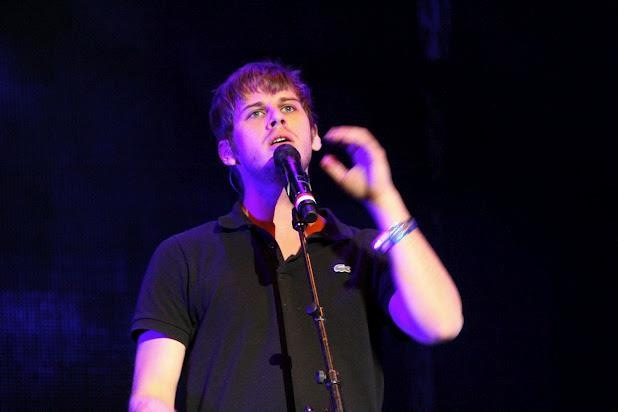
Марк Фостер, автор і продюсер хіта

Незабаром після того, як Марк Фостер організував групу Foster the People в 2009 році, він написав «Pumped Up Kicks» і протягом п'яти годин записав її на студії Mophonics, розташованої в Веніс (район Лос-Анджелеса), де він працював, створюючи рекламні джингли. Фостер думав, що записує демо, і сам зіграв на всіх інструментах. У кінцевому підсумку була випущена саме ця версія.
9 лютого 2010 року з'явився анонс пісні «Pumped Up Kicks» в музичному блозі Supergoodmusic.com, а на сайті групи пісня була розміщена для вільного скачування. Після цього трек привернув увагу журналу Nylon і був використаний ним у онлайновій рекламній кампанії. У лютому група вперше виконала пісню на благодійному концерті в Венисі.
Композиція продовжувала отримувати увагу з боку різних блогів і незабаром придбала стихійну популярність. Фостеру стали приходити листи від багатьох людей з приводу пісні, і в березні він, потребуючи ради професіонала, зв'язався з Брентом Кределом, музичним менеджером Monotone, Inc. Згодом він і Бретт Вільямс були найняті, щоб разом займатися справами Foster the People, і допомогли групі укласти контракт з Startime International (імпринт Columbia Records) на випуск декількох альбомів. 14 вересня 2010 року відбувся реліз синглу «Pumped Up Kicks».

## Популярність
У січні 2011 року Foster the People випустили однойменний міні-альбом, в який увійшов трек «Pumped Up Kicks». Приблизно в той же час його почали програвати багато альтернативних радіостанцій, в тому числі лос-анджелеські KROQ-FM і KYSR. 29 січня пісня дебютувала в хіт-параді рок-пісень журналу Billboard, а через тиждень — і в чарті альтернативних пісень. У травні вона з'явилася уже в головному американському рейтингу пісень Hot 100 і увійшла в дебютний студійний альбом колективу під назвою Torches, виданий у тому ж місяці.
Режисер Джозеф Гейгер зняв відеокліп, в якому запис виступу групи переривається кадрами з відпочиваючими музикантами, які крім іншого займаються фрісбі і серфінгом. У лютому 2011 року відео було розміщено на YouTube, де набрало понад 90 мільйонів переглядів. Воно було номіновано на премію MTV в категорії «Краще рок-відео». На телеканалі mtvU, що віщає для студентів, в ефір виходила цензурована версія, в якій були затерті слова «пістолет» і «куля» в приспіві пісні.
У США пісня мала повсюдний успіх у хіт-парадах різних жанрів: до липня вона досягла третього місця в чарті Rock Songs, а місяцем раніше очолила Dance Songs; в той же час вона увійшла в чарти Adult Top 40 і Mainstream Top 40. У рейтингу Hot 100 вона піднялася до третього рядка і утримувала його протягом восьми тижнів безперервно. «Pumped Up Kicks», будучи хітом номер один в Dance Songs, стала першим синглом (з часів «Use Somebody» [2009] групи Kings of Leon), який увійшов у п'ятірку Hot 100; першим хітом (з часів «Butterfly» [2001] групи Crazy Town), який очолив ще й хіт-парад Rhythmic Airplay, і першим за всю історію хітом, що зайняв також вершину радіочарта танцювальної музики (існує з 2003 року). Пояснюючи успіх пісні, Майк Депиппа, менеджер Columbia Records, зазначив, що «вона досить нетрадиційна, щоб грати на багатьох альтернативних радіостанціях, але разом з тим не дуже модна для вітальні». На думку Кента Філліпса, програмного директора KPLZ-FM, у дорослої аудиторії завжди є потреба в незвичайних піснях; як приклади він навів «Say Hey (I Love You)» Майкла Франти і «Fireflies» Owl City, що звучали на радіостанціях формату «adult top 40».
У вересні трек увійшов в десятку головних пісень літа 2011 року за версією телеканалу VH1; при складанні списку враховувалися перегляди на YouTube і прослуховування на Last.fm, дані про продажі в iTunes Store, а також чарти Billboard і самого телеканала. Сингл отримав сертифікат мультиплатинового диска в США, Канаді та Австралії, а також золотого — в Австрії та Німеччині. За підсумками 2011 року він посів шосте місце серед найпопулярніших пісень в цифровому форматі на батьківщині музикантів; число проданих копій склало 3,61 млн, а в кінці січня 2012-го воно перевищило позначку в 4 млн. Тоді ж пісня очолила хіт-парад Австралії на один тиждень. У Великій Британії, де вона досягла 18-го місця, «Pumped Up Kicks» увійшла у десятку найбільш продаваних рок-композицій 2011 року.

## Зміст
У «Pumped Up Kicks» життєрадісна музика пов'язана з похмурим текстом, написаним з точки зору заляканого і помішаного підлітка, у якого виникли думки про вбивство. Він уявляє собі, як знаходить батьківський пістолет і в приспіві попереджає потенційних жертв, щоб ті «обганяли мій пістолет» і що їм краще «тікати й тікати швидше, ніж моя куля». Об'єктом його ненависті стали просунуті «дітки», чиє взуття є умовним позначенням модного одягу.
Однак не всі слухачі виявилися уважними. «Люди підспівують, насвистують або ще що-небудь протягом декількох тижнів, перш ніж зрозуміють, про що я кажу. — розповів Фостер. — Коли вони виявляють, якою у текст пісні, це ніби відро холодної води для них». У 2011 році, після того як пісня стала популярною, автору доводилося практично в кожному інтерв'ю пояснювати сенс пісні. За словами Фостера, вона з'явилася з тих же причин, що і «Злочин і покарання» Достоєвського і «Холоднокровне вбивство» Трумена Капоте. Автор сказав, що «намагався зазирнути в думки замкненої, психічно хворої дитини». Він написав пісню для того, щоб привернути увагу до проблеми збройного насильства серед молоді, яке, на його думку, стало епідемією і посилюється «сімейними проблемами, браком любові і роз'єднаністю». Учасники гурту самі були зачеплені цією проблемою: над Фостером знущалися в школі, а двоюрідна сестра басиста Кабби Фінка пережила масове вбивство в школі «Колумбайн» у 1999 році.
З'явилися також припущення про те, що перша сходинка («У Роберта вправна рука») відсилає до Роберту Хоукинсу, винуватця стрілянини в торговому центрі Омахи, однак вони були спростовані агентом групи: «Це абсолютно невірно. Ім'я героя пісні — це просто збіг». Деякі слухачі, неправильно витлумачивши текст пісні, відправляли скарги на адресу рекорд-лейбла і радіостанцій, а один з телеканалів мережі MTV демонстрував відео з відцензурованим аудіо. Марк Фостер роз'яснив, що пісня не про те, як її герой фізично розправляється з ворогами, але про відчуження ізгоя; це погляд на світ його очима і «прекрасна можливість поговорити з дітьми на тему, яку не слід уникати, поговорити про це з любов'ю».

## Відгуки
Gjk Лестер, музичний оглядач газети The Guardian, ще в травні 2010 року передрікав «Pumped Up Kicks» статус літнього шлягера, відзначивши її «простий шафл-біт, бадьору басову партію в дусі Брайана Уїлсона і неймовірно яскраву мелодію», а також «текст, якому хочеться підспівувати». За словами Джеремі Хеллигара (The Faster Times), пісня — «доказ не тільки того, що рок-н-рол не помер, але і що іноді кращі пісні все ще перемагають». Білл Лам в огляді на сайті About.com поставив пісні п'ять зірок з п'яти) і назвав її «поп-шедевром».
Енн Пауерс, написала есе про пісню на сайті National Public Radio, назвала її «несподіваним гімном цього зіпсованого літа»; на думку Пауерс, «Pumped Up Kicks», як і інші треки на дебютному альбомі групи, «рухається на нервій енергії того, хто відчайдушно намагається не бути аутсайдером». Трис Макколл з газети The Star-Ledger побачив зв'язок стилю Foster the People з коледж-роком внаслідок спотвореного вокалу в куплетах, який з одного боку може інтригувати, спонукаючи уважно прослуховувати трек, але з іншого — створювати стіну нерозуміння. «Тримаю парі, що більшість людей, які зробили пісню хітом, поняття не мають, про що вона», — підсумував журналіст. Джон Парелс з The New York Times зарахував «Pumped Up Kicks» до категорії хіт-синглів про масове вбивство, розпочатої в 1979 році групою Boomtown Rats з піснею «I don't Like Mondays». Її порівнювали також з піснею «Jeremy», ще однією історією про нещасну дитину, записаної групою Pearl Jam, на відміну від якої Foster the People, за словами журналіста Бі-бі-сі Марка Боумонта, створили образ «найвеселішого збройного школяра в історії». На Clutch Blog, одному з блогів MTV, навіть склали рейтинг «11 веселих пісень, які насправді пригнічують» з «Pumped Up Kicks» на вершині. Роб Уебб в журналі New Musical Express поставив пісню в один ряд з такими інді-хітами, як «Young Folks», «Kids» і «Paper Planes».
На думку Стіва Джонсона з Chicago Tribune, неможливо в двох невиразних куплетах і приспіві розповісти історію, подібну до тієї, що описана в «Холоднокровному вбивстві». Він вважав, що цей хіт «заслуговує відторгнення» і протиставив його пісням, в яких була укладена мораль: «Folsom Prison Blues» Джонні Кеша, «The Road Goes On Forever» Роберта Ерла Кіна і «Bohemian Rhapsody» Queen, — в протилежність героїв цих пісень мотиви вчинку персонажа «Pumped Up Kicks» виявилися нерозкритими.
Пісня була номінована на «Греммі» в категорії «Краще виконання поп-композиції дуетом або групою», а також на премії британських журналів Q і New Musical Express. У цих виданнях вона зайняла відповідно 4-е і 21-е місця у списку кращих треків 2011 року. Редакція Rolling Stone поставила її на 11-й рядок у аналогічному рейтингу, а за підсумками щорічного опитування Pazz & Jop «Pumped Up Kicks» увійшла в кращу десятку. У травні 2012 року пісня була оголошена головною рок-піснею на церемонії Billboard Music Awards.

## Інші версії
Інструментальна версія «Pumped Up Kicks» і версія а капела з'явилися на стороні «Б» синглу, виданого на грамплатівці. Цифрове видання включало в себе ремікс від Chrome Canyon. В квітні 2011 року нью-йоркський дует The Knocks випустив офіційний ремікс під назвою «Pumped Up Kicks (The Knocks Speeding Bullet Remix)», який увійшов також у концертне видання (Tour Edition) альбому Torches. Крім того, композицію ремікшували дует MNDR і діджей Skeet Skeet.
Foster the People виконували пісню на концертах і різних фестивалях. У травні 2012 року вони об'єдналися з групою мексиканських музикантів і зіграли версію «Pumped Up Kicks» з елементами музики маріачі на виступі в Гвадалахарі, який було знято для проекту Ештона Кутчера Thrash Lab.

### Кавер-версії
4 серпня 2011 року група Weezer, яка проводила турне по Північній Америці, виконала пісню на щорічній виставці-ярмарку Orange County Fair у місті Коста-Меса. Музиканти Foster the People зраділи, дізнавшись про це, а Марк Фостер згадав випадок дев'ятирічної давності, коли на одній вечірці Ріверс Куомо  вчив його грати на гітарі «Say It ain't So».
У тому ж році виконала композицію на концерті група Panic! At the Disco, а The Kooks представили свою версію в радіопрограмі Live Lounge на BBC Radio 1. Американський фолк-роковий колектив Oak and Gorski записав акустичну кавер-версію і відеосупровід до неї; трек надійшов у продаж 6 вересня 2011 року. Кріс Кеб переспівав «Pumped Up Kicks» в стилі поп-реггі. У жовтні 2011-го поп-дует Karmin виконав її у вебвідеопрограмі Mashup Mondays, що виходить на сайті Billboard.com, а в наступному місяці кавер-версію зробила група Miracles of Modern Science.

#### У хіп-хопі та сучасному ритм-н-блюз
Репер Шон Крістофер використовував семпл з приспіву в треку «All the Other Kids»; інший репер — Кендрік Ламар записав речитатив на ремиксованный варіант. Брендон Грін, який виступає під псевдонімом Bei Maejor, склав власний текст і заспівав його під оригінальну музику Фостера на треку «Little Haters», який увійшов в мікстейп MaejorMaejor. 13 червня 2012 року американський виконавець сучасного ритм-н-блюзу Ашер виступив у радіопрограмі Live Lounge на BBC Radio 1; серед шести композицій була проспівана і «Pumped Up Kicks», при виконанні якої співак змінив своєму основному стилю і навіть зіграв на бас-гітарі, що стало сюрпризом для журналістів. В ефірі тієї ж радіостанції A$AP Rocky заспівав «Pumped Up Kicks» у програмі Зейна Лоу 1 серпня 2012 року. Влітку того ж року Джейден Сміт, 14-річний син Уілла Сміта і Джади Пінкетт-Сміт, записав трек «Pumped Up Kicks (Like Me)», в якому прочитав реп під музику з куплетів оригінальної композиції; в чорно-білому відеокліпі Джейден з групою підлітків займаються скейтбордингом. 

## Список композицій
- Грамплатівки

Сторона A
«Pumped Up Kicks» - 4:13 
«Chin Music for the Unsuspecting Hero» - 3:26 
Сторона B
« Pumped Up Kicks »(a cappella) - 4:13 
« Pumped Up Kicks »(instrumental) - 4:13 
- Британське цифрове видання

«Pumped Up Kicks» - 3:58 
«Pumped Up Kicks (Chrome Canyon Remix)» - 4:49 
- Сингл на компакт-диску

«Pumped Up Kicks» (Album Version) - 3:59 
«Pumped Up Kicks» (Radio Edit) - 3:40

## Учасники
- Марк Фостер — автор, інструменти, запис, зведення, продюсер;
- Мастеринг: Грег Калбі (альбомна версія), Владо Меллер (радіоверсія).

## Премії і номінації
| Рік  | Премія                 | Номінація                                         | Результат |
| ---- | ---------------------- | ------------------------------------------------- | --------- |
| 2011 | MTV Video Music Awards | Краще рок-відео                                   | Номінація |
| 2011 | Q Awards               | Кращий трек                                       | Номінація |
| 2012 | «Греммі»               | Краще виконання поп- композиції дуетом або групою | Номінація |
| 2012 | NME Awards             | Гімн танцполу                                     | Номінація |
| 2012 | Billboard Music Awards | Головна рок-пісня                                 | Перемога  |
| 2012 | Billboard Music Awards | Головна альтернативна пісня                       | Номінація |

## Списки
| Видання             | Країна          | Список                    | Місце |
| ------------------- | --------------- | ------------------------- | ----- |
| Les Inrockuptibles  | Франція         | 100 пісень року           | 2     |
| Intro               | Німеччина       | Пісні 2011 року           | 9     |
| MTV                 | США             | Кращі пісні 2011-го       | 7     |
| New Musical Express | Велика Британія | 50 кращих треків 2011-го  | 21    |
| Paste               | США             | 50 кращих пісень 2011-го  | 32    |
| PopMatters          | США             | 75 кращих треків 2011-го  | 31    |
| Q                   | Велика Британія | Треки 2011-го             | 4     |
| Rolling Stone       | США             | 50 кращих синглів 2011-го | 11    |
| VH1                 | США             | Пісня літа 2011-го        | 9     |
| The Village Voice   | США             | Pazz & Jop                | 10    |

## Історія видання
| Дата              | Країна | Формат       | Лейбл                       | Каталожний номер |
| ----------------- | --- | ------------ | --------------------------- | ---------------- |
| 14 вересня 2010   | США | грамплатівка | Startime / Columbia Records | 759071           |
| 14 березня 2011   | Австрія, Бельгія, Німеччина, Данія, Іспанія, Італія, Мексика, Нідерланди, Норвегія, Фінляндія, Франція, Швеція, Швейцарія, Японія | цифровий     | Sony Music Entertainment    | —                |
| 6 червня 2011     | Мексика* | цифровий     | Sony Music Entertainment    | —                |
| 17 червня 2011    | Велика Британія, Ірландія, Іспанія                                                                                                | цифровий     | Sony Music Entertainment    | —                |
| 24 червня 2011    | Канада**, Мексика** | цифровий     | Sony Music Entertainment    | —                |
| 11 листопада 2011 | Німеччина | CD-сингл     | Sony Music Entertainment    | 88691906852      |

* «Pumped Up Kicks» (feat. Hollywood Holt) [The Hood Internet Remix]
** «Pumped Up Kicks» (Gigamesh Remix)

### Оригінальні аудіо - та відеозапису
- Пісня «Pumped Up Kicks» [Архівовано 18 грудня 2018 у Wayback Machine.] в офіційному розділі групи проекту SoundCloud. (Перевірено 1 березня 2012)
- Відеокліп на офіційному сайті колективу. (Перевірено 1 березня 2012)
- Видеоклип на YouTube. (Перевірено 1 березня 2012)

### Ремікси
- Ремикс Gigamesh’а на песню «Pumped Up Kicks» в проекті SoundCloud. (Перевірено 1 березня 2012)
- Ремикс группы Chrome Canyon на песню Foster the People «Pumped Up Kicks» в проекті SoundCloud. (Перевірено 1 березня 2012)
- Дабстеп-ремікс «Pumped Up Kicks» у виконанні танцюриста Маркеса Скотта [Архівовано 11 травня 2018 у Wayback Machine.] (відео) на YouTube. (Перевірено 1 березня 2012)

### Текст пісні
- Текст пісні [Архівовано 27 травня 2013 у Wayback Machine.] на LyricsMode. (Перевірено 1 березня 2012)

### Кавер-версії
- «Pumped Up Kicks» в исполнении Ашера на YouTube. (Перевірено 20 листопада 2012)